# نامبر وانز (آلبوم جنت جکسون)
نامبر وانز که در سطح بین‌المللی باعنوان بهترین (انگلیسی: Number Ones released internationally as The Best) دومین آلبوم برتر از جنت جکسون خوانندۀ آمریکایی است که در ۱۷ نوامبر ۲۰۰۹ توسط اینترسکوپ گفن ای‌اندام رکوردز و آنیورسال میوزیک اینترپریز منتشر شد. این آلبوم دو-دیسکی از ۳۳ تک‌آهنگ شماره یک او در نمودارهای موسیقی مختلف در سراسر جهان تشکیل شده است.